# سارا چاتو
سارا الیزابت چاتو (انگلیسی: Lady Sarah Chatto؛ زادهٔ ۱ مهٔ ۱۹۶۴) یک نقاش اهل بریتانیا است. وی دختر شاهدخت مارگارت است.